# Коломийський педагогічний коледж
Коломийський педагогічний коледж Івано-Франківської обласної ради — вищий навчальний заклад І—ІІ рівня акредитації в місті Коломиї Івано-Франківської області.
Основні напрями роботи Коломийського педагогічного коледжу та його результати — виконання вимог Національної доктрини розвитку освіти України в XXI столітті, Закону України «Про вищу освіту».

## Історія коледжу
Професійна педагогічна освіта в Коломиї бере початок в 20-х роках минулого століття — з відкриття в приміщенні теперішнього коледжу «Учительського польського семінару» та відкритого в приміщенні музею «Гуцульщина» семінару «Українського педагогічного товариства». Прийом здійснювався після 7-го класу школи, термін навчання був 4 роки. Семінар давав право викладання як в державних, так і в народних школах.
У січні 1940 року рішенням Раднаркому Народної освіти УРСР створена Коломийська педагогічна школа з терміном навчання 3 роки. Повітовий відділ народної освіти в м. Коломиї оголосив набір студентів до педагогічної школи з підготовки учителів 1-4 класів початкової і середньої шкіл.
Роки становлення навчального закладу припадають на час, коли світ уже був «втягнутий» у другу світову війну. Відбуваються зміни у суспільно-політичному ладі Західної України, реорганізація існуючої тут системи освіти, створення мережі закладів для навчання за новими програмами. З початком радянсько-німецької війни навчання в педагогічній школі було перервано.
Після звільнення від німецьких військ земель нашого краю, на Прикарпатті виникла велика потреба в учительських кадрах. То були важкі часи. Ще йшла війна, але вже в 1944 році було відновлено навчання у трьох педагогічних училищах Станіславської (тепер Івано-Франківської) області: Коломийському, Станіславському, Рогатинському. Згодом, за рішенням Станіславського обласного відділу народної освіти Станіславське педагогічне училище у 1952 році було переведено в Коломию, а Рогатинське – ліквідовано у 1956 році з передачею учнів до Коломийського педучилища. Так було завершено організаційне оформлення Коломийського педагогічного училища.
За коротку історію закладу в ньому неодноразово відбувалися структурні зміни, пов'язані з життєвою реальністю, потребами краю та регіону.
У 1957 році за рішенням Міністерства освіти УРСР при Коломийському педучилищі було відкрито музично-педагогічний відділ. Основним його завданням було стати центром підготовки висококваліфікованих учителів музики та співів для шкіл Західного регіону.
У 1995 році заклад знову зазнав реорганізації. Згідно з наказом № 252 Міністерства освіти України від 21.08.1995 р. «Про оптимізацію мережі навчальних закладів Івано-Франківської області» ліквідовано Коломийське педагогічне училище і професійно-технічне училище № 10 м. Коломиї. Цим самим наказом на базі ліквідованих навчальних закладів створено Коломийський індустріально-педагогічний технікум з відділенням для підготовки вчителів початкового і трудового навчання, музичного виховання та відділенням підготовки кваліфікованих робітників і майстрів виробничого навчання.
Одночасно почала здійснюватися підготовка вчителів образотворчого мистецтва та фахівців зі спеціальності «Соціальна педагогіка» для Прикарпаття.
У жовтні 1997 року при індустріально-педагогічному технікумі створено кафедру педагогіки під керівництвом доктора педагогічних наук, професора Прикарпатського університету імені Василя Стефаника, академіка АПН України Мирослава Стельмаховича. Саме з його іменем пов’язували перспективу перетворення технікуму у ВНЗ та раптова смерть академіка перекреслила ці сподівання.
У 1999 році, враховуючи клопотання Івано-Франківської обласної державної адміністрації та ректорату Прикарпатський національний університет імені Василя Стефаника, з метою оптимізації мережі вищих навчальних закладів і реалізації ступеневої вищої освіти наказом № 211 Міністерства освіти України від 21 червня «Про реорганізацію Коломийського індустріально-педагогічного технікуму» створено на базі педагогічного відділення «Коломийського індустріально-педагогічного технікуму» Коломийський педагогічний коледж як структурний підрозділ Прикарпатського університету імені Василя Стефаника.
За період з 1940 р. і по сьогоднішній день Коломийське педагогічне училище (з 1999 — коледж) підготувало понад 14 000 фахівців педагогічних професій.
За 70 років диплом фахівця зі спеціальності «Початкове навчання» отримали понад 12 000 випускників, які успішно працювали і працюють у системі освіти як Івано-Франківської, так і інших областей України.
За 50 років існування музично-педагогічного відділення підготовлено понад 1 500 спеціалістів, серед яких вчителі музики загальноосвітніх шкіл та музичні керівники дошкільних установ міста, району, області.
У 1998 році навчальний заклад здійснив перший випуск освітянських кадрів за спеціальністю «Соціальна педагогіка» з кваліфікацією «Соціальний педагог, організатор соціально-педагогічної діяльності в соціумі», а у 2000 році — випуск вчителів за спеціальністю «Образотворче мистецтво».
На 23-ій сесії Івано-Франківської облради прийняли рішення про створення комунального вищого навчального закладу «Коломийський педагогічний коледж Івано-Франківської обласної ради».

## Структура коледжу
На даний час у коледжі є 3 відділення:
- Відділення початкової освіти та соціальної педагогіки;
- Відділення музичного мистецтва;
- Відділення образотворчого мистецтва.

В закладі запроваджено підготовку фахівців із спеціалізацій, які відображають якісні зміни у системі початкової освіти. Так, із спеціальності “Початкове навчання” проводиться підготовка вчителів початкових класів із спеціалізацій: англійська, німецька, французька, польська мови, організація виховної роботи, хореографія, інформатика.
Після закінчення педагогічного коледжу частина випускників працевлаштовується у школах, інші продовжують навчання у ВНЗ III-IV рівнів акредитації. Цьому сприяють укладені угоди з обласним управлінням освіти та науки, Прикарпатським національним університетом та Коломийським інститутом Прикарпатського національного університету імені Василя Стефаника.
Педагогічний коледж входить також у науково-методичний комплекс з обласним інститутом післядипломної педагогічної освіти, Хмельницькою гуманітарно-педагогічною академією.
Сьогодні підготовку студентів забезпечують понад 20 науковців Прикарпатського національного університету імені Василя Стефаника та понад 100 викладачів коледжу, з яких 75 % вищої категорії, 42 % мають звання викладач-методист, один є заслуженим працівником освіти України, двоє — заслуженими працівниками культури України, четверо є членами творчих національних спілок.

## Матеріально-технічна база
- навчальні корпуси — 3,
- навчальні кабінети — 54,
- лабораторії — 4,
- спортивна, актова, читальна зали, зал хореографії, відеозал, конференцзал;
- бібліотека з книжковим фондом 55 тисяч екземплярів;
- студентське кав'ярня «Смак»;
- гуртожиток на 450 місць.

Студенти мають можливість реалізувати свої творчі здібності в художніх колективах відділення, які відзначаються жанровою різноманітністю, виконавською майстерністю. Серед них:
- народний вокальний ансамбль «Коломиянка» (керівник Мошура Н.М., концертмейстер Маріконда Ф.Дж.);
- юнацький вокальний ансамбль «Орфей» (керівник Скільський М.С., концертмейстер Семків О.П.);
- ансамбль скрипалів (керівник Лехник Л.В., концертмейстер Ларіонова Л.М.);
- ансамбль саксофоністів (керівник Гула М.В., концертмейстер Гула М.І.);
- ансамбль баяністів (керівник Родін Є.В.);
- ансамбль гітаристів (керівник Родін Є.В.);
- хор відділення музичного мистецтва (художній керівник Скільський М.С., концертмейстер Ларіонова Л.М.).

Усі колективи мають великий досвід концертних виступів у коледжі, місті, області.
Збагачений досвідом понад півстолітньої освітньої та мистецької діяльності, колектив відділення «Музичного мистецтва» творчо працює, поставивши перед собою завдання: готувати учителя музики української національної школи, повноправного представника найбільш витонченого виду мистецтва, здатного формувати у школярів музичну культуру як важливу і невід’ємну частину їхньої духовності.